# Caladenia cruciformis
Caladenia cruciformis är en orkidéart som beskrevs av David Lloyd Jones. Caladenia cruciformis ingår i släktet Caladenia och familjen orkidéer.
Artens utbredningsområde är Victoria. Inga underarter finns listade i Catalogue of Life.